# Barabás Lilla
Barabás Lilla (Fejér Lilla; Fodor Károlyné; Füredy Károlyné) (Nagybánya, 1834. március 29. – Szentendre, 1909. január 12.) színésznő.

## Életpályája
Hároméves korában (1837) Fejér Károly színházigazgató magához vette és színi pályára nevelte. 1843-ban már gyerekszereplő volt Fekete Gábor társulatában. 1844-ben Debrecenben játszott. 1845-ben Komáromy Sámuel és Váradi Antal társulatában szerepelt. 1846–1847 között fellépett a Nemzeti Színházban is. A szabadságharc alatt Debrecenbe szerződött. 1856-ban Ujfalussy Sándorhoz szerződött. 1859-ben Molnár György szatmárnémeti színházában volt látható. Kolozsváron (1860, 1863–1865) és Nagyszőlősön is játszott. 1886-ban Ditrói Mórnál szerepelt. 1890–1892 között Bátosy Endre társulatának tagja volt.

## Színházi szerepei
- Katona József: Bánk bán – Melinda; Gertrudis
- William Shakespeare: Othello – Desdemona
- Dumas: Kaméliás hölgy – Gauthier Margit
- Vahot: Farsangi iskola – Veronka
- Bayard–Vailly: Falura kell mennie – Paulina
- Benedix: A bácsi – Otil
- Szigligeti Ede: A rab – Zsuzsika